# George Headley
George Alphonso Headley (* 30. Mai 1909 in Colon, Panama; † 30. November 1983 in Kingston, Jamaika) war ein westindischer Cricketspieler. 1934 wurde er zu einem der fünf Wisden Cricketers of the Year gewählt.

## Karriere
George Headley feierte sein Testdebüt für das Team der West Indies im Januar 1930 gegen England in Bridgetown, Barbados. Er nahm für das Team der West Indies an insgesamt 22 Begegnungen im Test Cricket teil, bei denen er 2.190 Runs (60,83 Runs pro Wicket) erzielte. Kein anderer Westindischer Spieler hat mehr Runs pro Wicket erzielt. Weltweit haben nur der Australier Donald Bradman (99,94 Runs pro Wicket) und der Südafrikaner Graeme Pollock (60,97 Runs pro Wicket) mehr Runs pro Wicket erzielt. Seinen letzten Einsatz bei einem Test hatte Headley im Januar 1954 gegen England in Kingston, Jamaika. 

## Familie
Die Familie Hadley war die erste, die über drei Generationen hinweg im Test Cricket vertreten war. Neben George Headley, der 2009 in die ICC Cricket Hall of Fame aufgenommen wurde, spielten sein Sohn Ron und sein Enkel Dean Test Cricket. Sein Sohn spielte ebenfalls für das westindische Team, sein Enkel spielte für England.
Sein Sohn Lynn war als Sprinter erfolgreich.